# Paul von Goldberger
Paul von Goldberger (* 14. Jänner 1881 in Wien, Österreich-Ungarn; † 26. März 1942 im Ghetto Litzmannstadt), auch „Gilly“ genannt, war ein österreichisch-ungarischer Fußballspieler.

## Karriere

### Vereine
Von Goldberger gehörte von 1898 bis 1900 dem First Vienna FC an, mit dem er in den Jahren 1899 und 1900 den Challenge-Cup gewann, ein vom First Vienna FC 1897 ausgeschriebener Wettbewerb für Fußballvereine der k. u. k.-Monarchie.
Nach bestandenem Abitur 1899 spielte er die Saison 1900/01 für den Műegyetemi Football Club. Mit Aufnahme seines Chemie-Studiums 1901 an der Königlich Technischen Hochschule zu Berlin in Charlottenburg, spielte er fortan und nunmehr als Torwart – bis 1905 – für den BTuFC Britannia 1892 um die vom Verband Berliner Ballspielvereine organisierten Meisterschaften. 1903 und 1904 gewann er mit seinem Verein jeweils die Berliner Meisterschaft. Mit dem Wechsel an die Universität Basel, an der er 1908 mit Studien über das N-Bromphtalimid promovierte, schloss er sich dem BSC Old Boys Basel an, für den er die Saison 1905/06 in der Serie A Zentral spielte.
Am Saisonende 1906/07 ging er mit dem Freiburger FC als Meister aus dem Gau Oberrhein hervor und gewann auch die anschließende Endrunde um die Südkreismeisterschaft unter dem Dachverband des Verbandes Süddeutscher Fußball-Vereine, genauso wie die Endrunde um die süddeutsche Meisterschaft.
Nachdem er bereits mit dem BTuFC Britannia 1892 das Endspiel um die Deutsche Meisterschaft 1904 erreichte, das aufgrund der Missachtung der Statuten seitens des DFB von diesem am Tag der Ansetzung nicht ausgetragen wurde (sämtliche Endrundenspiele wurden annulliert), zog er mit dem Freiburger FC am 19. Mai 1907 erneut in das Finale ein. Nach Siegen über den SC Schlesien Breslau und den VfB Leipzig im Viertel- und Halbfinale gewann er mit seinem Verein mit dem 3:1-Sieg über den BTuFC Viktoria 89 die Deutsche Meisterschaft, die bis heute einzige des Freiburger FC.
Nach Budapest zurückgekehrt, spielte er für den dort ansässigen Zweitligisten 33 FC Budapest, wobei er am Saisonende 1909/10 zum Aufstieg in die Nemzeti Bajnokság, der höchsten Spielklasse im ungarischen Fußball, mit beitrug.
Im Februar 1911 nach Frankfurt am Main gelangt, kam er zunächst in fünf Punktspielen der Saisonrückrunde für die Frankfurter Kickers zum Einsatz, in dem ihm ein Tor gelang. Mit der Fusionierung mit dem Frankfurter FC Victoria 1899 – noch im selben Jahr – kam er nunmehr für den Frankfurter FV zum Einsatz. Für diesen bestritt er lediglich die Saison 1911/12 im Nordkreis, in einem von vier Bezirken unter dem Dachverband des Verbandes Süddeutscher Fußball-Vereine. Mit 18 Punktspielen, in denen er fünf Tore erzielte, trug er zum Gewinn der Nordkreismeisterschaft 1912, die erste die ein Frankfurter Verein gewinnen konnte, bei. Am Saisonende beendete er schließlich seine Fußballerkarriere.

### Nationalmannschaft
Am 5. April 1908 bestritt er in Budapest sein einziges Länderspiel für die Nationalmannschaft Ungarns beim 5:2-Sieg über die Nationalmannschaft Böhmens.

## Erfolge
- Nordkreismeister 1912
- Deutscher Meister 1907
- Süddeutscher Meister 1907
- Südkreismeister 1907
- Gaumeister Oberrhein 1907
- Berliner Meister 1903, 1904
- Challenge-Cup-Sieger 1899, 1900

## Sonstiges
Im Zuge des Österreichisch-Ungarischen Ausgleiches wurde seine Familie 1867 geadelt und nannte sich fortan Buday-Goldberger oder Goldberger de Buda.
Im Anschluss an seine Fußballerkarriere arbeitete er unter anderem als Sportjournalist. In den 1920er Jahren kehrte er erneut nach Wien zurück. Am 21. April 1941 wurde er von den Nationalsozialisten in das Ghetto Litzmannstadt deportiert; von da an verliert sich seine Spur.